# Una vegada hi havia... l'espai
Una vegada hi havia... l'espai (en francès: Il était une fois... l'Espace) és una sèrie francesa de dibuixos animats infantils que pertany al conjunt de sèries per a la televisió Una vegada hi havia.... Consta de vint-i-sis capítols de vint-i-cinc minuts de durada cadascun. Va ser creada l'any 1981 per Albert Barillé, per Procidis en coproducció amb la japonesa Eiken, i es va difondre per primera vegada a partir de 1982 a la televisió pública francesa FR3.
La temàtica és filosòfica i antropològica. Moltes històries reprodueixen episodis mitològics i llegendes europees, com David i Goliat, Prometeu, els déus de l'Olimp, la poma de la discòrdia, l'Atlàntida, i els Horacis i els Curacis. També es presenten les grans questions existencials, com l'ordre moral esbiaixat per ésers que es fan passar per déus, la humanitat front a les màquines, els límits de la tecnologia, què és realment els tipus de pau i de democràcia, i com costa que siguin veritables i mantenir-les, etc. Alguns planetes són rèpliques de societats de la Terra en alguna època determinada de la seva història, com per exemple els Inques, i també s'expliquen comportaments socials de certs animals, com les termites i les formigues.